# Bombus californicus
Bombus californicus (saknar svenskt namn) är en insekt i överfamiljen bin (Apoidea) och släktet humlor (Bombus) som finns i västra Nordamerika.

## Beskrivning
Humlan har ett svart huvud med lång tunga, hos hanarna ibland uppblandat med gult, en mellankropp som varierar från att vara nästan helt svart med gul behåring endast på den främre, inre delen, till att vara nästan helt gul, med endast ett svart band mellan vingfästena. Bakkroppen är även den variabel, inte minst hos honorna (drottningar och arbetare): Hos de ljusare formerna av dessa (utan svart päls på mellankroppens bakre del) är den första tergiten alltid gul, ofta även de mittersta partierna på den andra; följande tergiter är svarta, följa av gul päls på tergit 4 och ibland även 3. Resten av bakkroppen är svart. De mörka honorna har hela bakkroppen svart utom ett gult band på tergit 4.
Hos hanarna förekommer det ljusa former med två smala, svarta band på den i övrigt gula, främre delen av bakkroppen, följda av ett brett, gult parti, och de två sista tergiterna svarta, till former med hela den främre bakkroppen svart (tergit 1–3), de två följande tergiterna gula, och resten svart. Övergångsformer, där delar av de gula partierna på den ljusa formen har inblandning av svarta hår förekommer också.
Den ljusa färgformen, speciellt hos hanarna, förefaller vara vanligast i Kalifornien.

## Ekologi
Bombus californicus lever främst i lägre, kuperade, trädbevuxna områden. Den samlar nektar och pollen från ett flertal växter, av vilka de flesta återfinns i familjerna korgblommiga växter som tistlar och solrosor, ärtväxter som klöversläktet, grobladsväxter som penstemoner, strävbladiga växter som facelior samt väddväxter som kardväddsläktet. 
De övervintrande drottningarna kommer fram i början av februari, och de första arbetarna ungefär en månad senare. De första könsdjuren kommer fram tidigt i maj, och i slutet av oktober dör kolonin ut (utom de nya, övervintrande drottningarna).

## Taxonomisk status
Taxonets status som en egen art är omstridd. Dels betraktar vissa auktoriteter den som en synonym till Bombus variabilis. Dels är frågan även splittrad mellan experterna om Bombus californicus är en egen art eller en synonym till den utseendemässigt nästan identiska arten Bombus fervidus. En rapport som stödde den senare åsikten lades fram 2014 av ett team lett av den brittiske entomologen Paul H. Williams. Den motsades dock av flera andra rapporter, exempelvis år  Wright et al. år 2017, Koch et al. år 2018, även om de fann vissa problem med att identifiera vilken fenotyp som skulle höra till vilken art på grund av den stora likheten, och 2020 av den singaporebaserade entomologen John S. Ascher och hans USA-baserade kollega John Pickering.
Av källorna i denna artikel stödjer Integrated Taxonomic Information System (ITIS) åsikten att de två taxonen är skilda arter, medan Internationella naturvårdsunionen (IUCN) anser motsatsen, liksom entomologerna James P. Strange och Amber D. Tripodi.

## Utbredning
Arten finns i västra Nordamerika från British Columbia och Alberta till Kalifornien, Arizona, New Mexico och Mexiko. DDiscover Life anger dessutom tre fynd i Alaska, från 2011 till 2012.

## Hotstatus
Medan IUCN betraktar arten, under namnet Bombus fervidus, som sårbar (VU), håller inte J. P. Strange och A. D. Tripodi med. De anser sig ha konstaterat att arten är mer allmän än vad IUCN kommit fram till, och rekommenderar fortsatt forskning i frågan.